# Magdalena Drop
Magdalena Drop (ur. 21 września 1986) – polska lekkoatletka, skoczkini wzwyż.

## Kariera
Absolwentka AWF w Krakowie, Zawodniczka klubów: Wisła Sandomierz (2003-2005 i 2008), AZS-AWF Kraków (2006-2008), UKS Trójka Sandomierz (2009-2011). Wicemistrzyni Polski w 2010 wynikiem 1,82 oraz brązowa medalistka mistrzostw Polski w 2005 wynikiem 1,81. Ponadto młodzieżowa wicemistrzyni Polski w 2008 wynikiem 1,76. Po zakończeniu kariery trenerka w klubie Wisła Sandomierz.